# Quimioluminiscencia

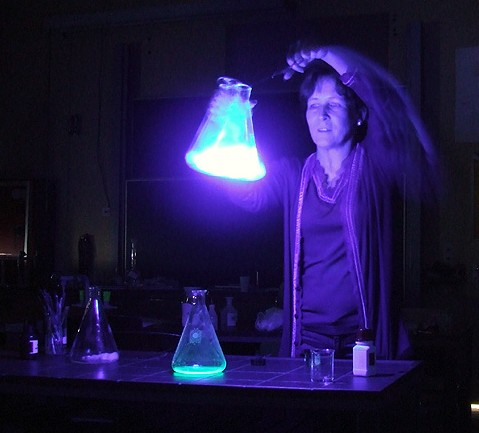
Reacción de quimioluminiscencia

La quimioluminiscencia es un fenómeno por el cual, en el proceso de una reacción química exotérmica, la energía liberada es suficiente para elevar los electrones de alguna de las moléculas implicadas, a niveles energéticos superiores, dando lugar a una especie electrónicamente excitada. Como esta situación electrónica es muy inestable, la especie  excitada libera el exceso de energía en forma de radicación electromagnética. Si la radiación tiene la longitud de onda adecuada, puede ser detectada como luz visible. Si la reacción luminiscente se produce como consecuencia de una reacción biomolecular en un organismo vivo, el fenómeno entonces recibe el nombre de bioluminicencia. Entre los ejemplos de especies que presentan bioluminiscencia están las luciérnagas, un coral suave del género Renillidae, ciertas medusas, bacterias, protozoos y algunos crustáceos.

## Ejemplos

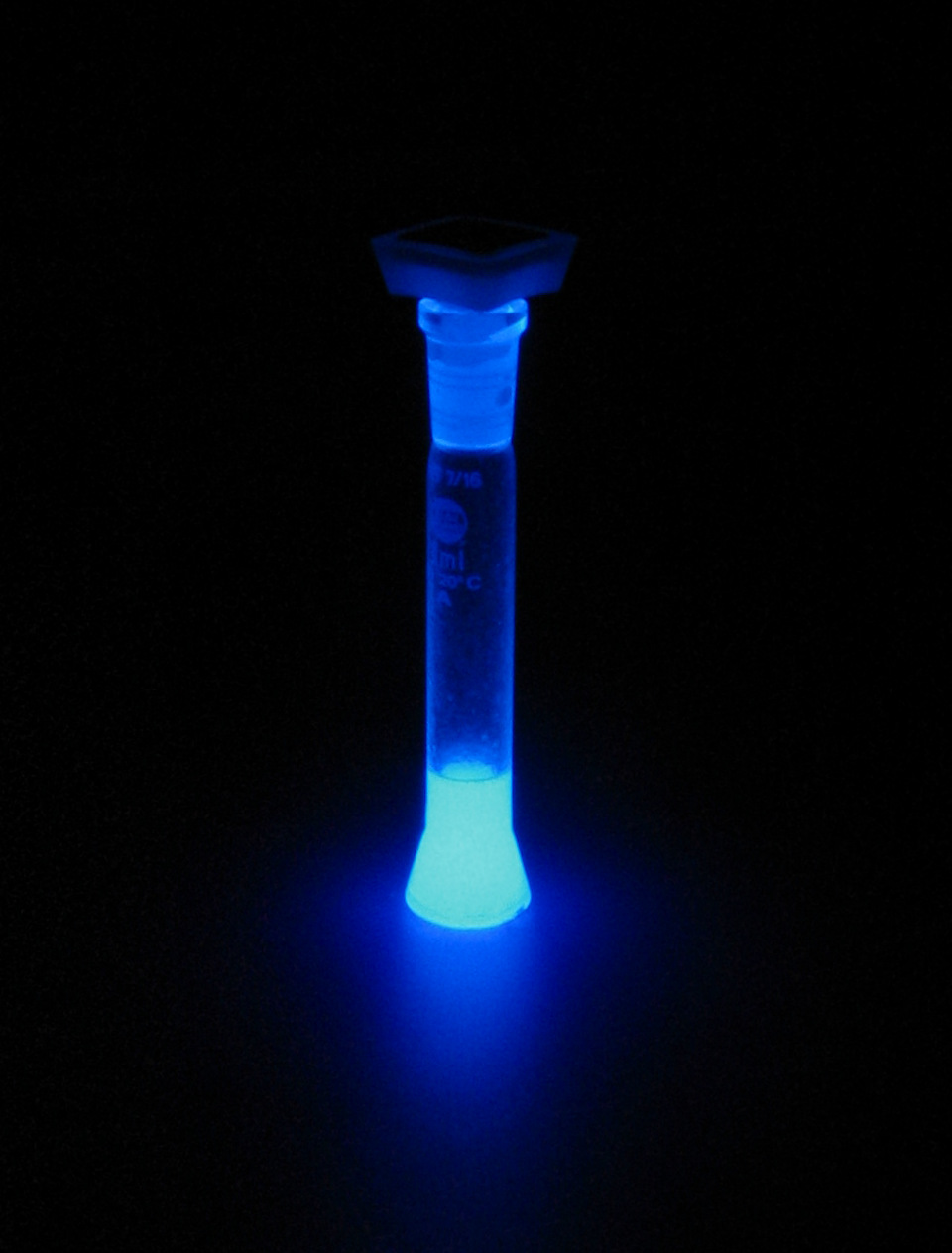
Reacción quimioluminiscente del luminol en presencia de peróxidos.

El ejemplo más conocido es la oxidación de los vapores del fósforo blanco al oxígeno que emite una luz pálida y que ha dado nombre a este elemento.
Una reacción ampliamente utilizada en química forense es la oxidación de luminol con agua oxigenada en presencia de un catalizador de hierro. Esta reacción se utiliza por ejemplo en la detección de restos de sangre que sirve en este caso para catalizarla.
Las reacciones de quimioluminiscencia están más extendidas de lo que se suele suponer aunque el rendimiento cuántico habitualmente es muy bajo, y por lo tanto se requieren instrumentos muy potentes (fotomultiplicadores) para detectarlas.

## Fundamentos teóricos
Habitualmente en las reacciones de quimioluminiscencia se liberan moléculas en estado excitado (por ejemplo oxígeno en estado de singlete) que al bajar en el estado fundamental (el estado de triplete en el ejemplo del oxígeno) emiten la diferencia de energía en forma de luz.

## Fenómenos relacionados
La bioluminiscencia demostrada por algunos organismos se basa igualmente en la quimioluminiscencia, aunque se oxidan otras sustancias que se usan habitualmente en el laboratorio, p. ej. la luciferina.